# Peter Heinrich von Stojentin
Peter Heinrich von Stojentin (* 1713; † 12. September 1776 in Stendal) war ein königlich preußischer Generalmajor und Amtshauptmann zu Liebenwalde und Zehdenick.

## Leben
Er war ein Sohn von Johann Georg von Stojentin, Erbherrn auf Neu Gutzmerow, Landkreis Stolp, und Sophia Katharina von Bandemer aus dem Hause Kunhof.
1728 trat er dem Regiment Mosel bei und wurde dort bis zum Leutnant befördert. 1742 beförderte ihn König Friedrich II. zum Stabskapitän bei dem Füsilier-Regiment Prinz Ferdinand von Braunschweig. 1744 erhielt er seine eigene Kompanie und wurde im November 1752 zum Major, 1758 Oberstleutnant und 1759 Oberst befördert. Am 29. Juni 1763 wurde er zum Amtshauptmann zu Liebenwalde und Zehdenick ernannt. Am 26. Juli 1764 wurde er Generalmajor und Chef des Regiments Lindstedt zu Fuß.
Er erhielt im Mai 1774 bei der magdeburgischen Revue den Orden Pour le Mérite. Selben Jahres verkaufte er Neu-Gutzmerow an den Grafen Friedrich von Wersowitz.
Stojentin kämpfte in den Feldzügen am Rhein in den Jahren 1734 und 1735 sowie 1744 in Pommern, Schlesien, Sachsen, Böhmen und Mähren. Er war bei den wichtigsten Kämpfen beteiligt. Besonders auszeichnen konnte er sich 1760 und 1762 in den Kämpfen bei Hohengiersdorf (bei Schweidnitz), Altenburg und Pegau.
Er starb am 12. September 1776 in Stendal nach 48 Dienstjahren unverehelicht.